# Neubaufahrzeug
Das Neubaufahrzeug („Nb.Fz.“) war ein mehrtürmiger, deutscher Panzerkampfwagen, dessen Entwicklung im Auftrag des Heeresamtes sowohl bei der Firma Krupp als auch bei der Firma Rheinmetall 1932 begann. Es wurden fünf, teils unterschiedliche Fahrzeuge gefertigt und später im Zweiten Weltkrieg aufgebraucht.

## Vorgeschichte
Ab Mai 1925 begann die Organisation der Inspektion für Waffen und Gerät 6 vom Reichswehrministerium mit der Entwicklung von Panzerkampfwagen. Dies geschah heimlich, da solche Entwicklungen in Deutschland durch den Friedensvertrag von Versailles verboten waren. Eines von den damals projektierten Fahrzeugen war der Großtraktor, der eine gewisse Ähnlichkeit mit den Rhomboid-Panzern des Ersten Weltkrieges aufwies, jedoch über einen Hauptturm, einen Heckturm und ein Maschinengewehr in der Bugwanne verfügen sollte. Die Unternehmen Daimler, Krupp und Rheinmetall wurden mit der Entwicklung und dem Bau von jeweils zwei Prototypen beauftragt. Die Fahrzeuge wurden ab 1929 in der Panzerschule Kama in der Sowjetunion erprobt. Hierzu bekannt ist auch die Kooperation von der Reichswehr mit sowjetischen Offizieren, die erst bei der Machtergreifung durch die Nationalsozialisten endete.

## Entwicklung
Auf einen Bericht von Oberstleutnant Heinz Guderian, zu dieser Zeit Stabschef des Inspektorat 6 des Heereswaffenamtes (HWA) hin, wurde von General Lutz dem Inspekteur der Kraftfahrtruppe im Jahr 1932 die Weiterentwicklung des Großtraktors zum Großtraktor-Neubaufahrzeug angeordnet. Hieraus ergab sich die spätere Fahrzeugbezeichnung.
Beauftragt wurden die Unternehmen Rheinmetall-Borsig und Krupp, wobei die Gespräche mit der Wehrmacht beim Essener Krupp-Mutterkonzern geführt wurden.

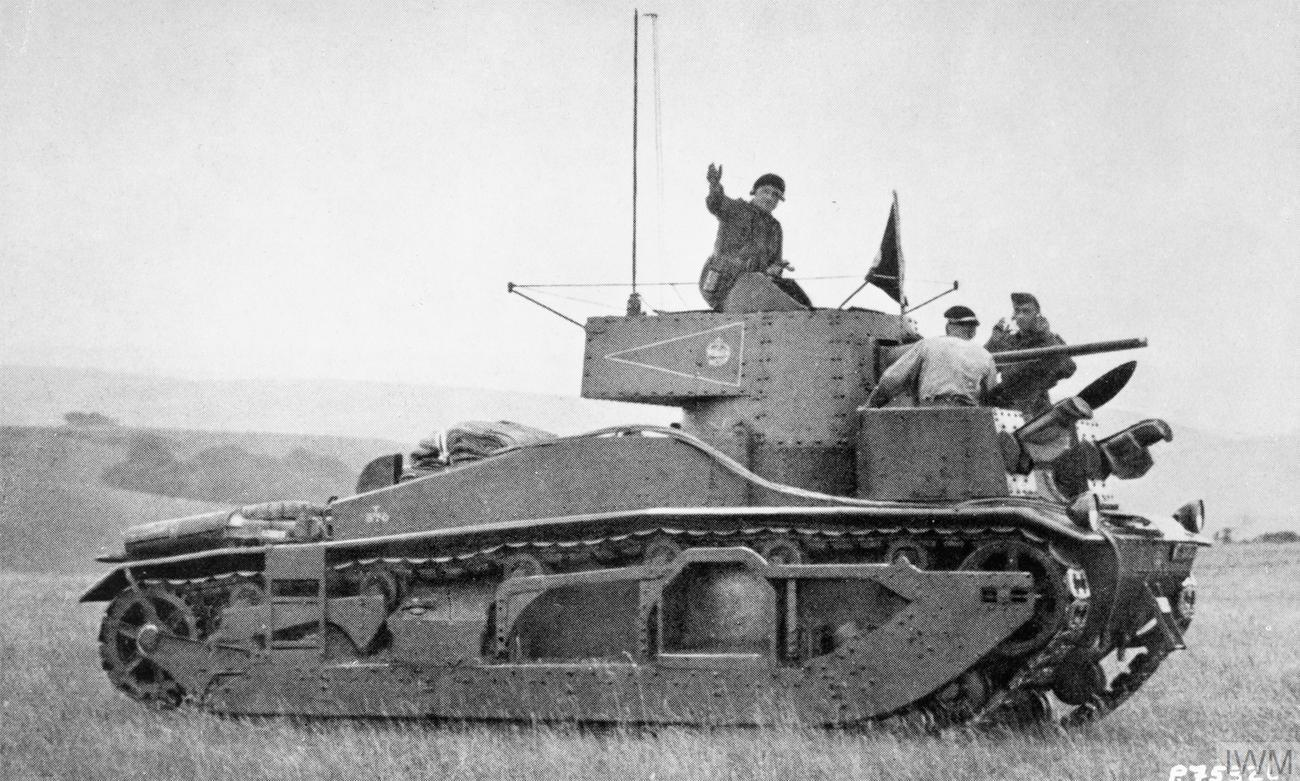
Vickers Mark III als Kommandopanzer, um 1931

Die Weiterentwicklung wurde dabei von mehrtürmigen Panzermodellen in anderen Staaten beeinflusst. So hatte Großbritannien den Vickers Mark III A6E1 vorgestellt und in der Sowjetunion wurden die T-28, T-29 und T-35 realisiert. Wie komplex die Führungsaufgabe des Fahrzeugkommandanten durch die vielen Türme und die große Zahl der Besatzungsmitglieder dadurch wurde, hatte man zu diesem Zeitpunkt noch nicht erkannt.
Im Februar 1933 wurde durch die Abteilung WaPrüf 6 des HWA festgelegt, dass der Hauptturm dieses Panzertypen mit einer 7,5-cm-Kanone und einer koaxialen 3,7-cm-Kanone zur Bekämpfung gegnerischer Kampfwagen auszustatten war. Dabei sollte die 3,7-cm-Bewaffnung später gegen eine 5-cm-Kanone ausgetauscht werden können, die zu diesem Zeitpunkt noch nicht verfügbar war. Am 16. Mai 1933 wurde der Einbau des neuen Einheits-MG (später MG 34) besprochen und vorgesehen.
Das Projekt „Neubaufahrzeug“ hat bei den beteiligten Abteilungen und Unternehmen verhältnismäßig viele Namen erhalten. Man muss bedenken, dass 1932 noch immer die höchste Geheimhaltung erforderlich war und manche Ingenieure nicht wussten, dass das entwickelte Bauteil für einen Panzerkampfwagen gedacht war. So sind die Namen „Haupttraktor“, „Großtraktor Neubau“, „mittlerer Traktor“, „mittlerer Traktor Neubaufahrzeug“ und „Neubaufahrzeug“ für das Projekt dokumentiert.
Die erste Entwurfszeichnung zum Fahrzeug von Rheinmetall zeigt eine im Wesentlichen vom Großtraktor übernommene Wannenkonstruktion. In der folgenden Zeichnung sind die Rollenwagen mit einer moderneren Aufhängung versehen. Die Begriffe „Neubaufahrzeug“ und „Nb.Fz.“ wurden am 3. Oktober 1933 festgelegt.
Es wurden zwei Rheinmetall-Fahrgestelle und Aufbauten in Flussstahl und drei Krupp-Prototypen in Panzerstahl gefertigt. Auf einem der nicht in Panzerstahl ausgeführten Fahrgestelle wurde ein Krupp-Turm montiert.
Eine Stellungnahme des Allgemeinen Heeresamtes vom 22. Januar 1936 an General Beck, den Chef des Generalstabs des Heeres, erläutert, wie die größeren Panzertypen (bereits ein Fahrzeug von der Größe eines Pz.Kpf.Wg. III mit 3,7-cm-Kanone und drei Maschinengewehren) zu dieser Zeit bewertet wurden: „… seine Nachteile sind das zu große äußere Erscheinungsbild und die damit zu große Zielfläche, sein zu hohes Gewicht und der zu hohe Beschaffungspreis.“ Die Panzer wurden später nicht in Serie produziert, da man letztlich Mehrturmpanzer als zu kompliziert betrachtete. Die Erfahrungen aus diesem Entwicklungsprojekt lieferten jedoch wichtige Erkenntnisse zur Technik und den Einsatzmöglichkeiten künftiger Panzertypen, insbesondere für die Entwicklung des meistgebauten deutschen Panzers des Zweiten Weltkriegs, dem Panzerkampfwagen IV.

## Technische Beschreibung

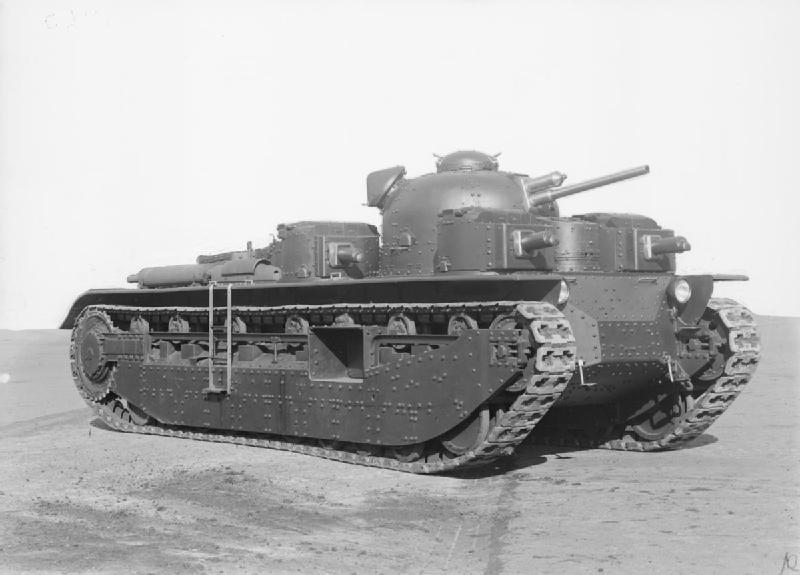
Vickers Independent

Zehn kleine Laufrollenwagen und vier Stützrollen bildeten das Laufwerk. Die Silhouette ähnelte dem Vickers Mark III A6E1 von 1929. Fotos von diesem Panzer wurden von Norman Baillie-Stewart 1931 der deutschen Armee zugespielt und nicht, wie während seines Prozesses behauptet, Unterlagen vom Independent.
Da im Jahr 1933 noch kein leistungsfähiger Maybach-Motor zur Verfügung stand, wurde der bereits im Großtraktor verwendete Sechszylinder-Flugmotor BMW Va mit 250 PS Dauerleistung in die ersten zwei fertiggestellten Fahrzeuge eingebaut. Nach Entwicklung der Maybach-Motoren (HL 108 TR und HL 120 TR, jeweils 12-Zylinder-V-Motoren) mit ihren knapp 300 PS wurden diese eingebaut. Es waren Benzinmotoren, die mit 33er-Gemisch fuhren. Das Motorengeräusch entsprach dem des Panzer IV mit stärkerem Geräusch des Lüfters.
Wie bei den Großtraktoren wurde letztmals bei einem deutschen Panzerkampfwagen dieser Zeit ein Antriebskonzept mit einem Hecktriebrad konzipiert.
Die bei Rheinmetall verwendete große umlaufende Antenne und die „rundere“ und konische Formgebung des Turmes machen diesen Typen leicht erkennbar. Der Krupp-Turm, von F. Krupp Grusonwerk AG in Magdeburg-Buckau entwickelt, ist insgesamt eckiger ausgeführt und sowohl seine Kommandantenkuppel als auch die seitlichen Turmluken weisen bereits die Merkmale der später gebauten frühen Panzer IV auf. Beim Fahrzeug von Rheinmetall war bei der Konzeption des Turms berücksichtigt worden, dass man seitens des HWA auch die Überlegung hatte das Fahrzeug vielleicht später mit einer 10,5-cm-Waffe auszurüsten. Die Bewaffnung des Hauptturms wurde beim Rheinmetall- und beim Krupp-Modell unterschiedlich montiert. Während Rheinmetall die 3,7-cm-Kanone über der 7,5-cm-Kanone installierte („Entwurf A“), wählte Krupp eine horizontale (koaxiale) Montage („Entwurf B“). Grund hierfür waren die unterschiedlichen Verschlusstechniken welche Rheinmetall und Krupp bei ihren Geschützen verwendeten. Während Krupp selbsttätige Fallblockverschlüsse verwendete (vertikaler Mechanismus), setzte Rheinmetall auf Seitenkeilverschlüsse (horizontaler Mechanismus).
Die beiden in Flussstahl ausgeführten Rheinmetall-Wannen erhielten zwei vor und hinter dem Hauptturm seitlich abgesetzte Maschinengewehr-Türme mit je einem 7,92-mm-MG, die speziell für den Fahrzeugtyp hergestellt wurden und eine sehr breite runde Waffenblende aufwiesen. Die drei in Panzerstahl ausgeführten Fahrzeuge wurden spätestens bei Kriegsbeginn mit den für den Panzerkampfwagen I von Krupp entwickelten Maschinengewehr-Gefechtstürmen mit je zwei 7,92-mm-MG versehen.
Die Panzer verfügten über eine Bordsprechanlage und das modernste Funkgerät (10-Watt-Langwellensender und Empfangsgerät) der Berliner C. Lorenz AG. Nach 1935 erhielten sie UKW-Funkgeräte.

## Ergänzende technische Daten
- Kettenbreite: 38 cm
- Kettenspurbreite 2,37 m, mittig gemessen
- Bodenfreiheit: 45 cm
- Grabenüberschreitfähigkeit: bis 240 cm
- Kletterfähigkeit: bis 120 cm
- Steigfähigkeit: max. 30°
- Wattiefe: 80 cm
- Umwerfvermögen: Bäume 20–25 cm Durchmesser
- Tankinhalt: 457 l
- Bewaffnung:
  - 1 × Kanone 7,5 cm L/24 (NbFz V) mit 80 Granaten (theoretisch 1 × Haubitze 10,5 cm (NbFz VI))
  - 1 × Kanone 3,7 cm L/46,5 mit 50 Granaten, 5 × MG 7,92 mm mit insgesamt 6000 Schuss
- Hersteller: Rheinmetall und F. Krupp Grusonwerk Magdeburg

## Erprobung öffentliche Vorstellung

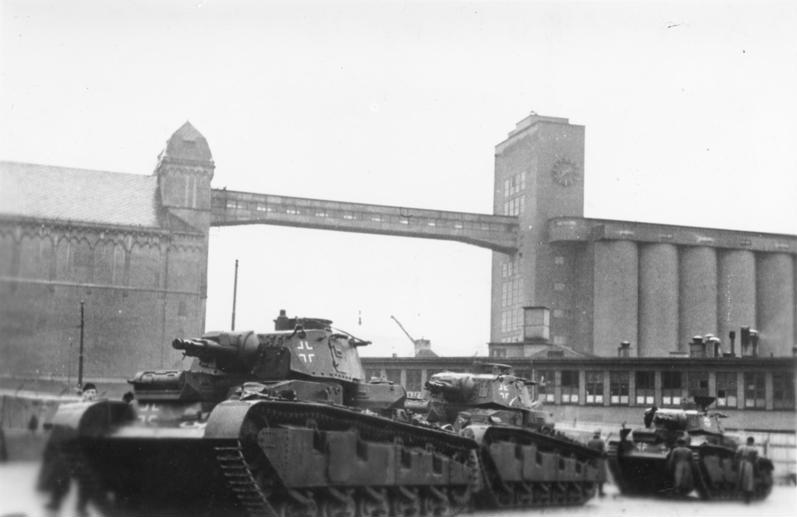
Im Hafen von Oslo, 19. April 1940

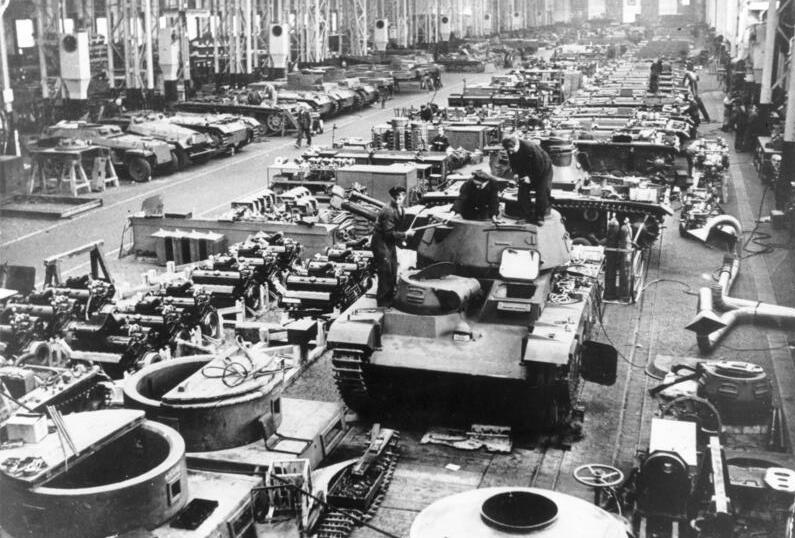
Überholung des NbFz Nr. 1 bei Alkett Tegel-Borsigwalde, 1940

Die Geschichte der Panzer ist vom gezeichneten Entwurf über das Holzmodell (Werksfoto bei Firma Rheinmetall – links neben dem Modell des Zugführerwagens) bis hin zum Einsatz in Norwegen außerordentlich gut fotografisch dokumentiert. Bis November 2024 sind 341 Fotografien bekannt, jedoch keine mit Detailansichten oder Innenaufnahmen. Von Nr. 1 Rheinmetall gibt es eine kurze Filmsequenz: General von Brauchitsch steht auf dem Panzer und hält eine Ansprache vor den Arbeitern eines Rüstungsbetriebes im Jahre 1938.
Nach 1935 nennen die Unterlagen die letzten 3 Panzer „Nb.Fz. verbessert“. Oberstleutnant Ernst Volckheim, Kommandeur der Panzertruppe 1940 in Norwegen, verwendete in seinem Bericht die Bezeichnung „Neubau-Panzerkampfwagen IV“. Im Kampfbericht werden sie „Panzer IV (Neba)“ genannt. Im Monatsheft Die Panzertruppe vom August 1939 wird zusätzlich die Bezeichnung „Geschützkampfwagen“ verwendet.
Am 1. Februar 1935 wurde durch den Chef der Heeresleitung das erste Mal die Verwendung des Begriffes der Panzerdivision offiziell für das deutsche Heer genehmigt. Diese Versuchs-Panzerdivision sollte in ihrem Panzer-Regiment 1 und 2 jeweils über zwei Abteilungen (Bataillone) mit je einer schweren Panzerkompanie mit 7,5-cm-Geschützkampfwagen verfügen. Tatsächlich standen für die schweren Kompanien in dem Manöver auf dem Truppenübungsplatz Munster im August 1935 jedoch nur drei Leichttraktoren, vier Großtraktoren und die ersten beiden Neubaufahrzeuge zur Verfügung. Auf Fotos sind die taktischen Nummern der PzKw zu erkennen: Leichttraktoren mit Dreißiger-Nummern, Großtraktoren mit Vierziger-Nummern und die Haupttraktoren (= Neubaufahrzeug) mit Fünfziger-Nummern. Das erste Nb.Fz. mit Rheinmetallturm trug die Nummer 051, die spätere Nr. 9 hatte die Nummer 054 und die spätere Nr. 10 trug die Nummer 055. Nb.Fz. Typ I hatte folglich die Nummer 052 und die spätere Nr. 8 besaß erst die taktische Nr. 053. Nr. 1 wurde zuerst mit einer Rahmenantenne hergestellt, die auf Filmaufnahmen von 1938 nicht mehr am Panzer zu sehen ist.
Die Fahrzeuge Nr. 8 und 9 wurden im Oktober 1937 in Putlos in Dienst gestellt. Der dritte Panzer wurde 1938 bei der Panzertruppenschule Wünsdorf/Zossen in Dienst gestellt. Ein Foto (mit Aufschrift „Zossen“) zeigt ihn in Buntfarbentarnung (dreifarbig) mit der Nullseriennummer 055 zusammen mit einem Panzer mit Geschützturm Rheinmetall (Nr. 046). Er kam dann zum Panzerregiment 6 in Zossen. 1940 wurde die 6. Kompanie dieses Panzerregiments als 1. Kompanie der Panzerabteilung z.b.V.40 zum Einsatz nach Norwegen abgestellt.
Im Frühjahr 1939 wurde Nr. 8 in Berlin auf der 29. Internationalen Automobil- und Motorrad-Ausstellung (IAMA) vorgestellt. Es war der erste deutsche Kampfpanzer, welcher der Öffentlichkeit präsentiert wurde. Nr. 8 und 9 wurden am 20. April 1939 bei der Geburtstagsparade für Adolf Hitler vorgeführt. Am 2. Juni 1939 nahmen alle drei Neubaufahrzeuge (Nr. 8, 9 und 10) an der Militärparade für Prinz Paul von Jugoslawien teil.
Das Exemplar Nr. 1 mit dem Rheinmetall-Turm wurde auf dem Truppenübungsplatz Putlos zu Ausbildungszwecken eingesetzt; Ein Fotodokument von 1939 zeigt den NbFz V bei Alkett in Borsigwalde. Die Rahmenantenne wurde bereits 1938 entfernt. Im April 1939 wurde dann ein stärkerer Motor eingesetzt. Der Panzer wurde massiv für Propagandazwecke vermarktet. (Farbzeichnung eines Amerikaners, mit Hitlerbild am Ende der Werkhalle, mit Girlande zum 50. Geburtstag.)
Ein Jahr später wurde Nr. 1 als Basisfahrzeug für den neuen Brückenleger zusammen mit 20 Panzern BW II und IV ausgewählt. Am 19. April 1940 fand die Übung der neuen Brückenleger in Kummersdorf statt. Danach wurde der „Weichstahlpanzer“ nicht für den Fronteinsatz zugelassen.

## Einsatz
Die bei Kriegsbeginn im September 1939 bereits fast schon veralteten und nur als Einzelstücke vorhandenen gepanzerten Neubaufahrzeuge wurden in keiner der Organisationsplanungen der Vorkriegsjahre einem regulären Panzerverband zugewiesen. Eine Teilnahme am Angriffskrieg gegen Polen wurde nicht dokumentiert und gilt als unwahrscheinlich. Da keine Serienfertigung erfolgte, waren Ersatzteile sicherlich nur äußerst schwierig zu erhalten.
Um einen gezielten Schuss abgeben zu können, musste der Panzer (wie auch die anderen damals) anhalten und auspendeln. Das dauerte etwa 30 Sekunden. Erst dann konnte er sicher treffen. Um mit den MG ins Ziel zu treffen, musste der Fahrer eine bestimmte Drehzahl einhalten (etwa 1100 Umdrehungen), da sonst das Fahrzeug zu sehr vibrierte.

### Unternehmen Weserübung 1940
Im Februar 1940 begann man in Deutschland mit der Planung des Unternehmen Weserübung zur Besetzung von Dänemark und Norwegen. Die regulären deutschen Panzertruppen waren jedoch bereits für den Angriff im Westen verplant. So wurde für diese Operation kurzfristig bis zum 10. März die Panzer-Abteilung z.b.V. 40 mit drei leichten Panzerkompanien zu je drei Zügen aufgestellt. Während die 1. und 2. Kompanie / Pz.Abt. z.b.V. 40 zusammen mit dem Abteilungsstab zu Beginn des überfallartigen Angriffs in Dänemark zum Einsatz kamen, war die 3. Kompanie von Beginn an für den Einsatz in Norwegen vorgesehen. Hinzu kam ein Zug mit den als mittlere Panzer klassifizierten Neubaufahrzeugen.
Dieser, auch als Zug „Schießschule Putlos“ bezeichnet, umfasste nur die drei Neubaufahrzeuge. Der Panzer-Abteilung z. b. V. 40 unterstellt, wurde die Einheit von Oberleutnant Horstmann geführt („Zug Horstmann“ bzw. „Kampfgruppe Horstmann“). Der Panzer Nr. 9 trug die Zusatzkennung „Z“ und der Panzer Nr. 10 die Zusatzkennung „R“ sowie den Spitznamen „Jumbo“. Der ganze Zug hatte den Spitznamen „Elefantengeschwader“ (siehe Aufschrift an Nr. 9 in Aalborg: „Grüße in die Heimat von 3 Elefanten im Geschwader“).
Es ist unklar, ob die Neubaufahrzeuge vor Beginn der Operation für einen Kampfeinsatz in Norwegen vorgesehen waren. Der früheste Frachter von der 1. Seetransportstaffel, der mit Panzern der 3./PzAbt z.b.V. 40 nach Oslo fahren sollte, war das 1937 in Lübeck gebaute Dampfschiff Antares, welches am 10. April 1940 versenkt wurde. Fotos zeigen am 16. April 1940 die Panzerbesatzungen von Nr. 8 und 9 im Hafen von Stettin am Ostkai. Am 16. April wurden die Fahrzeuge auf den Transporter Buenos Aires unter dem Tarnnamen „Arche Noah 1“ zur 3. Seetransportstaffel verladen. Am 17. April wurden sie vom Stabschef der Gruppe XXIO Oslo dringend angefordert. Zusammen mit dem MG Btl. 13 trafen sie am 18. April 1940 im Osloer Hafen ein und wurden am Morgen des 19. April ausgeladen.
Unmittelbar nach der Entladung, erfolgte bereits am 19. April der Einsatz. Die Panzer erreichten den Einsatzraum noch vor der Infanterie-Verstärkung und erhielten den Auftrag vorzustoßen. Der Einsatz erfolgte mit der 196. Infanterie-Division im Gudbrandsdal in Norwegen. Dabei wurde der Zug aufgeteilt: Die Panzer Nr. 8 und 9 wurden der Kampfgruppe Pellenghar zugewiesen, Nr. 10 der Kampfgruppe Fischer. Es war dem Stab bekannt, dass die Panzer nur bedingt sicher waren. Da in Norwegen jedoch keine panzerbrechenden Waffen erwartet wurden, setzte man sie ein, immer mit Bedacht, da bereits bei den ersten Gefechten Durchschüsse von Tankabwehrgewehren der Engländer (vor Tretten) aus kurzer Distanz auftraten.
Nr. 9 kam nicht zum Kampfeinsatz, da bereits am 22. April 1940 der linke mittlere Laufrollenwagen heiß lief. Ursache war die Überlastung bei der Umgehung der defekten Brücke bei Holt. Der Panzer wurde am Ortsausgang Mölv in Richtung Rings abgestellt. Außerdem hatte er vorher beim Abschleppen von Nr. 8 bei Holt den Motor überlastet, was einen nicht reparablen Motorschaden zur Folge hatte. Am 22. April 1940 wurde er gegen etwa 10:30 Uhr von der Panzerbergestaffel Oslo zum Bahnhof Moelv abgeschleppt. Er stand noch am 24. Juni 1940, auf Güterwagen verladen, in einem norwegischen Hafen. Am 29. Juni 1940 wurde er im dänischen Aalborg abgeladen und anschließend nach Berlin zur Alkett (Altmärkische Kettenfabrik in Berlin-Borsigwalde) zur Reparatur gebracht. Im Dezember 1940 erhielt er einen Notek-Tarnscheinwerfer.
Die Panzer Nr. 8 und 10 nahmen mit der 196. Infanterie-Division ab 22. April 1940 an den Kämpfen in Lillehammer und Elverum teil. Nr. 10 traf am 22. April 1940 erstmals direkt auf britische Truppen bei Balberg (7 km nördlich von Lillehammer).
Nr. 8 wurde bei dem Gefecht in Kvam eingesetzt. Ein im August 2018 aufgetauchtes Foto belegt, dass der Panzer am 25. April 1940, 800 Meter vor dem Ortseingang Kvam frisch aufmunitioniert wurde. Am Berghang schlugen oberhalb Kvam die ersten Artilleriegranaten ein. Aus britischen Frontberichten geht hervor, dass der Panzer am 25. April 1940, kurz nach 14 Uhr, feuernd auf der Hauptstraße in Kvam (heute Europastraße) gegen britische Infanteristen und drei Pak-Geschütze unter Corporal Stokes vorging. Auf Höhe Bahnhof an musste er an zwei Steinbarrikaden stoppen. Die Entfernung zur Pak betrug 537 Meter. Der Panzer erhielt laut deutschem Gefechtsbericht einen Treffer in den Rohrvorholer und konnte nicht mehr schießen. Der Originalbericht des kommandierenden britischen Generals bestätigt, dass Nr. 8 von einer 25-mm-Hotchkiss-Panzerabwehrkanone (Pak) durch die Geschützblende geschossen wurde. Den Fahrer, Unteroffizier Lührig, traf ein weiterer Schuss schwer, so dass er in der Nacht verstarb. Feldwebel Faulhaber wurde gegen 22:30 Uhr von einer MG-Kugel in den Rücken getroffen und verstarb ebenfalls. Eine Pak wurde danach von einem deutschen Granatwerfer vernichtet. Nr. 8 konnte nicht mehr repariert werden und wurde vor Ort gesprengt. Eines seiner Leiträder und eine Laufrolle sind erhalten und heute im Museum Kvam, etwa an der Abschussstelle, zu sehen. Nr. 8 wurde am 1. Mai 1940 durch den zweiten gebauten Panzer von Rheinmetall (Nr. 2) ersetzt. Mit der 1. Seetransportstaffel traf der Panzer auf dem Truppentransporter Neidenfels am 6. Mai 1940 in Oslo ein.
Nr. 10 nahm am 23. April 1940 an den Kämpfen in Tretten teil. So überrollte er an der Spitze einer kleinen Panzerkolonne (z. B. V.40) das Führungsfahrzeug einer flüchtenden britischen Fahrzeugkolonne (PKW). Am 27. April 1940 war Kampfpause, währenddessen der Panzer gewartet wurde. Nach britischen Quellen wurde er am 28. April 1940 bei den Kämpfen in Otta eingesetzt, 25 Kilometer nördlich von Kvam.
Die drei Panzer kamen vor dem 7. Oktober 1940 zurück nach Deutschland. Nr. 9 ging wieder zur Panzertruppenschule nach Putlos.
Oberstleutnant Volckheim stellte in seinem zusammenfassenden Bericht fest, dass sich die Panzerkampfwagen IV Neubau ausgezeichnet beim Kampf im bergigen Gebiet bewährt hätten. Ihre verschiedenen Waffen ermöglichten eine Rundumverteidigung. Auch seien die Panzer mit allen Wege- und Straßenverhältnissen gut zurechtgekommen. Allerdings sei es wünschenswert gewesen, wenn der Nachschub funktioniert hätte. So fehlte es wiederholt an Laufrollen, Keilriemen und Bremsbelägen. Nr. 10 war am geringsten von Ausfällen betroffen.
Aus Norwegen gibt es Filmaufnahmen (im NS-Propagandafilm Kampf um Norwegen), schwarz/weiß in Kolonne (ca. 12 Sek.) sowie in Farbe bei einer Flussdurchquerung (ca. 6 Sek.). Beide zeigen je ein Neubaufahrzeug an der Spitze von jeweils vier Panzern I und II.

### Weitere Verwendung
Die weitere Geschichte der Neubaufahrzeuge ist nicht völlig geklärt. Anhand verschiedener Quellen kommt es zu unterschiedlichen Darstellungen, welche vielleicht künftig durch weitere Erkenntnisse zu einem logischen Ablauf zusammengefügt werden können. Die immer wieder auftauchende angebliche Verschrottung der NbFz-Panzer im Jahr 1942 beruht auf einer Verwechslung mit den Großtraktor-Panzern.

#### Einsatz bei der Waffen-SS
Nr. 2 und Nr. 10 wurden nach Heuberg zur Waffen-SS-Wiking abgegeben.

#### Unternehmen Barbarossa (Angriff auf die Sowjetunion)
Eine verbreitete Geschichte berichtet von dem Einsatz zweier Neubaufahrzeuge beim Angriff auf die Sowjetunion. Diese wären von einem sowjetischen Panzerverband vollständig vernichtet worden. So wurde von einem Offizier des 8. Mechanischen Korps, G. I. Penezko, berichtet, dass man bei einem Gegenangriff am 28. Juni 1941 beim Ort Zablotce zwei Neubaufahrzeuge zerstört habe. Durch Fotos aus Sitno wird belegt, dass es sich um Panzer IV mit 75 mm KwK handelte. Der Irrtum beruhte auf der von Penetzko verwendeten Typenbezeichnung „Rheinmetall“.

#### Ende des Fahrzeug Nr. 2
Panzer Nr. 2 stand noch am 26. November 1943 in Berlin-Tegel bei der Firma Alkett, Betriebsteil Metallwerke Löwenberg AG. Er war auf dem Betriebsgelände am Gleis bei Halle 12 auf der Panzersammelstelle abgestellt, wo er zwischen französischen, britischen und sowjetischen Beutepanzern stand. Alkett führte Tests mit den ausländischen Panzern durch, um Erkenntnisse für die deutschen Panzer zu gewinnen. Nr. 2 wurde wohl als ein Chassis für einen Flakpanzer „Kugelblitz“ verwendet. Ein Foto (veröffentlicht Ende 2019) in der Zeitschrift Causeur soll dies belegen. Das Fahrgestell sei eindeutig als NbFz. mit verhältnismäßig kleinem Flakturm identifiziert.

#### Ende des Fahrzeug Nr. 10 beim SS-Pz.Gr.Rgt 23
Panzer Nr. 10 befand sich beim SS-Wiking-Panzergrenadierregiment 23 „Norge“. Eine Postkarte mit Nr10/R trägt den schreibmaschinengeschriebenen Text „Kampf in Karpaten 1944“. Auf der Karte ist der Originalstempel dieser Einheit aufgedrückt. Nach Verlegung der Norge verblieb der Panzer für Polizeieinsätze im Raum Grenze Rumänien/Ukraine. Er wurde bei der sowjetischen Karpatenoffensive im Frühjahr 1944 zerstört.

#### Ende eines Neubaufahrzeug bei Ahlbeck
Am 25. Januar 1945 wurde vom Seekommandanten Pommern, Kapitän zur See Johannes Rieve, dringend ein Neubaufahrzeug angefordert. Diese lag in Gdynia (Gotenhafen), der Stab saß westlich Swinemünde im Ahlbecker Hof in Ahlbeck. Da der Panzer nicht gefechtstauglich war, war er zu einer 20-mm-Vierlingsflak umgebaut worden. Er stand noch im Frühsommer 1945 300 Meter daneben, am Ende der Bismarckstraße in den Dünen bei Ahlbeck.

## Rezeption
Breitere öffentliche Rezeption bekam das Fahrzeug durch die Automobilausstellung 1939 in Berlin. Obwohl als Fahrzeuge nie in Serie gefertigt, wurde der „Multiturm-Panzertyp“ in der Propaganda ausführlich dargestellt. Die Entwicklung und Geschichte der Neubaufahrzeuge wird vielfach rezipiert. Dies erfolgt nicht nur in der Literatur, sondern auch im Bereich des Modellbaues, in Computerspielen sowie im Internet. Da nur sehr wenige Relikte dieser Fahrzeuge körperlich erhalten sind, nachstehend auch Information zur musealen Rezeption.

### Propagandaeinsatz und -wirkung

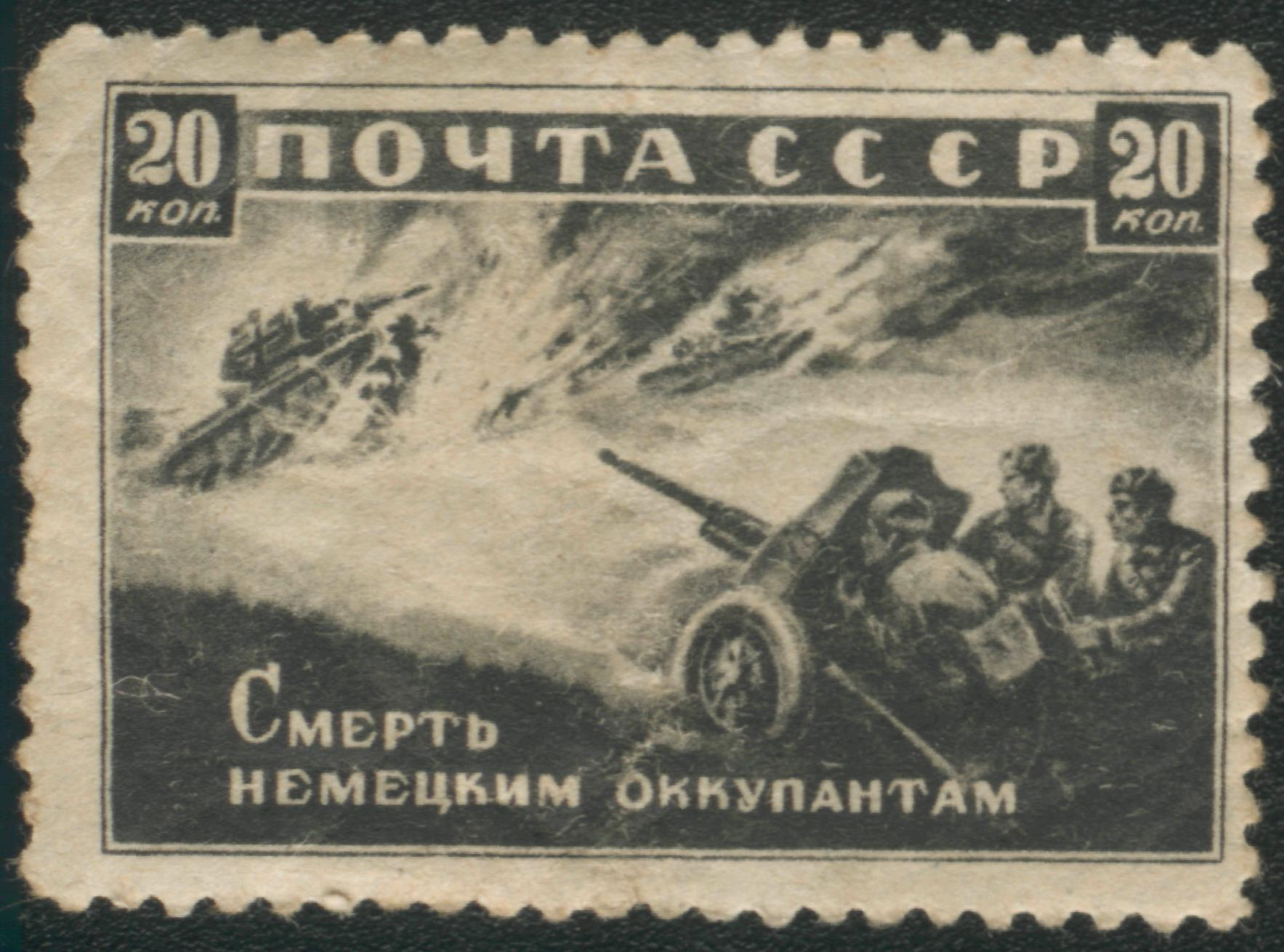
Sowjetische Briefmarke zeigt das Neubaufahrzeug

Die Internationale Automobilausstellung in Berlin 1939, die Geburtstagsparade im April 1939, die Parade im Juni 1939 sowie Presseveröffentlichungen und Farbpostkarten vermittelten den Eindruck, dass Deutschland diese schweren Panzer bereits in Serie produzierte. Die gezielte Präsentation aller gepanzerten Neubaufahrzeuge im Raum Oslo führte zu der geplanten Täuschung der Westalliierten und der sowjetischen Dienststellen. Ausgehend davon, dass es sich um einen regulären und eingeführten deutschen Panzertypen handelte, wurden in allen Ländern Panzererkennungsblätter hergestellt. Sowjetische Dokumente dieser Zeit nannten das Fahrzeug „Rheinmetall“-Panzer und zeigten den Turm von Krupp auf dem Fahrzeug. In amerikanischen Dokumenten tauchen auch die Bezeichnungen „Mark V“ und „Mark VI“ auf und noch 1946 wird der Panzertyp bei einer Dokumentation zur Panzerbekämpfung dargestellt. Eine sowjetische Offiziers-Kommission, die Hitler im Frühjahr 1941 ausdrücklich eingeladen hatte, sich über die deutsche Panzerproduktion zu informieren, war sehr verstimmt, dass man ihr nur die Panzer I bis IV gezeigt hatte, jedoch nicht die schweren Neubaufahrzeuge.
Mussolini war begeistert von diesen Panzern. Nach seinem Besuch in Berlin ließ er einen an die NbFz angelehnten Panzer entwerfen, den Ansaldo P75.

### Museale Rezeption

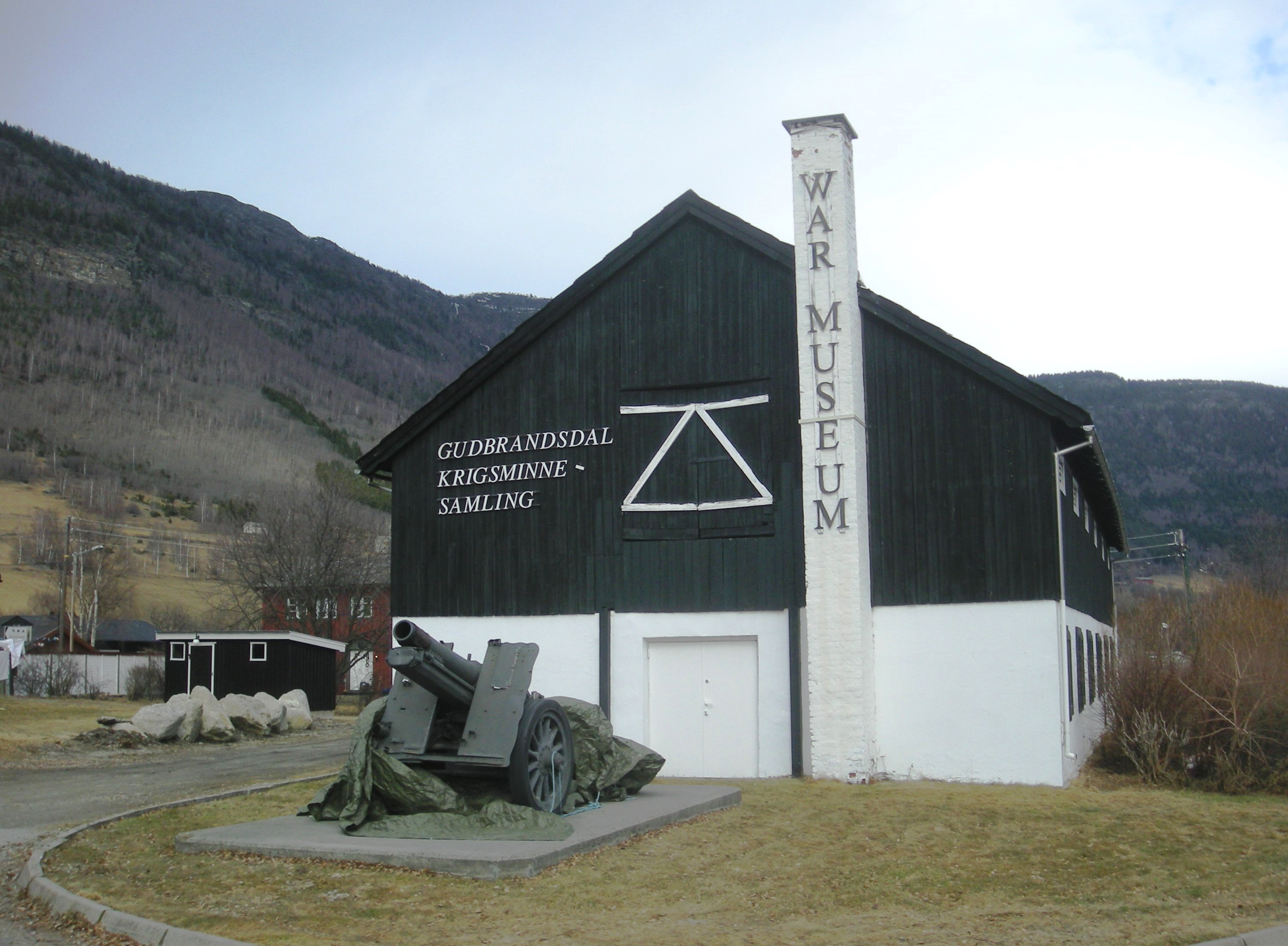
Norwegisches Museum bei Kvam

Seit dem 5. Mai 1995 wird die Geschichte des bei Kvam zerstörten Neubaufahrzeugs im Museum Gudbrandsdal Krigsminnesamling in Norwegen dargestellt. Zu den Exponaten gehört ein originales Leitrad mit einem Stück Kette und eine Laufrolle. Das Besondere an diesem Leitrad ist, dass man auf ihm die Farbgebung und Farbschichten der Neubaufahrzeuge jener Tage nachvollziehen kann. Über dem aus der Reichswehrzeit stammenden Tarnanstrich in Sand, Braun und Grün wurde das 1935 eingeführte Dunkelgrau gestrichen. Die Haltbarkeit mancher Farben jener Zeit war noch nicht so gut wie heute, weshalb es häufig schon bald zu Verwitterungen und Abnutzung kam, die nun die verschiedenen Farbschichten sichtbar machen.

### Rezeption im Modellbau
Als Modelle sind Bausätze in den Maßstäben 1:35 und 1:72 bekannt. Die verfügbaren Modellbausätze sind so ausgelegt, dass alle Varianten der Fahrzeuge dargestellt werden können. Obwohl von den Originalprototypen nur wenige Fahrzeuge gebaut wurden, ist das Fahrzeug in der Modellbauszene relativ gut bekannt. Im Vergleich dazu findet man vom Großtraktor wenige Modellbausätze.

### Rezeption im Internet und in Computerspielen
Im Internet wird das Neubaufahrzeug seit vielen Jahren in Foren thematisiert. Auch Computerspielen wie in War Thunder findet man das Fahrzeug. Allerdings ist bei den Angaben im Internet sowie in Spielen die historische Korrektheit nicht abgesichert. Gelegentlich wird und wurde vermutlich das Neubaufahrzeug mit dem Großtraktor verwechselt.

### Rezeption Bibliografie und Fundstellen
Nachfolgend eine Übersicht von Werken und sonstigen Fundstellen zu Entwicklung, Produktion, Einsatz und Verbleib des Artikelgegenstandes. Sofern die Quellen genutzt werden, wird es explizit angegeben.

#### Deutsche Fundstellen
- Reihe Kleine Kriegshefte Nr. 9, von Januar 1941, S. 6 und S. 15 Fotos Pz NbFz Nr. 1
- Postkarte der Serie Internationale Automobilausstellung Berlin, 1939, NbFz Nr. 6
- Zeitschrift Der Pimpf vom Oktober 1939, Titelblatt, NbFz Nr. 2
- Zeitschrift Kriegsbücherei der deutschen Jugend. Heft 8, 1940, 2 Zeichnungen NbFz
- Liedpostkarte farbig: Panzerlied von Kurt Linde, 1941, mit NbFz
- Postkarte gemalt von Victor Mundorff, Chemnitz, Verlag Traditionspflege Berlin-Charlottenburg, 1940, mit NbFz
- Reklameanzeige in Zeitschrift Motor und Sport. 1941, Zeichnung NbFz (Kolbenhersteller)
- Blechschild Kolbenhersteller mit Traktor, links unten skizziert 2 NbFz
- Postkarte von Axster-Heudtlaß mit Porträt Pz.Soldat PzRgt6, 1940, mit NbFz
- Titelseite Buch: Friedrich Heiss: Der Sieg im Osten. 1943, 2 NbFz
- Gemälde „Panzer im Gefecht“ von Erich Cleff d. J., Berlin, Verlag E. Klinghammer, Berlin 1941
- Wochenzeitung Das Reich. Ausgabe Nr. 7 vom 7. Juli 1940 – Bild von Nr. 9 im Hafen Aalborg (Dänemark); Bildunterschrift: „Mit den Transportschiffen, die Truppen und Material nach Norwegen bringen, kommen auch reparaturbedürftige Waffen wieder in die Heimat, wie dieser schwere Panzerwagen, …“
- Zeitschrift Motor und Sport. Pößneck, Heft 28 vom 14. Juli 1940: gleiches Foto wie in Das Reich – hier unter der Rubrik „Riesenpanzer“, Fotobeschriftung im Kern wie oben, zusätzlich: „Ein Kampfwagen des ‚Elefantengeschwaders‘ … ein schwerer Panzer mit einem Gruß an die Heimat vom ‚Elefantengeschwader‘“; und Seite 27: Zeichnung des NbFz in Reklame-Anzeige des bekannten Kolbenherstellers m-k.
- Postkarte der Studentenvereinigung Absolvia Rosenheim 1941 mit Zeichnung eines NbFz (seitenverkehrt)
- Propagandaplakat (Aquarell) der Heeresgruppe A „von Kleist“ vom August 1942 in russischer Schrift – links oben: mehrere Neubaufahrzeuge (Führungspanzer mit Fahne) fahren durch die Steppe (seitenverkehrt gedruckt).
- Buch von Uli Huber: Kampf um Norwegen. 2. Ausgabe (Bild NbFz wurde entfernt gegenüber 1. Ausgabe), Herausgeber: OKW, Zeitgeschichtlicher Verlag Berlin, Oktober 1940, S. 106.
- Zeitschrift Die Wehrmacht vom 15. Februar 1939, S. 4: Großbild von NbFz Nr. 2 in Reichswehrtarnfarbe; Artikel Schrittmacher der Modernisierung –… Internationale Automobil-Ausstellung 1939.
- Zeitschrift Die Wehrmacht Nr. 12, Juni 1940: Gemälde mit drei Neubaufahrzeugen im Gefecht gegen Franzosen von Bernd Markowitz. Text dazu: „… rollende Festungen! …“
- Zeitschrift Neue Kraftfahrer-Zeitung Nr. 22, 30. Mai 1940, Stuttgart, Titelseite: Pz Nr. 1 in Werkhalle, Text: „Deutsche Panzerkampfwagen auf dem laufenden Band …“
- Ostpreußenblatt vom 25. April 1992, Folge 17, S. 10: Tagebuch des Seetransportchefs.
- Monatsschrift Die Panzertruppe, Heft 8/1939, S. 274 oben: Skizze eines NbFz, Verlag Mittler & Sohn, Berlin.
- Monatsschrift Die Panzertruppe, Heft 3/1939, S. 100 u S. 104: Foto NbFz 8 in Ausstellung IAA Berlin u. Nr. 2 in Munster, Verlag Mittler & Sohn, Berlin.

#### Britische Fundstellen
- Zeitung Picture Post vom 15. Juni 1940, Schematische Schnittzeichnung von NbFz
- London News: Hinweise zur Bekämpfung von Panzern, Zeichnung Three ways to deal with tanks 1940.

#### Amerikanische Fundstellen
- Panzererkennungsblatt Learn to recognize these vehicles: heavy tanks and self-propelled artillery. 1943, herausgegeben von der Führung der US-Streitkräfte
- Faltblatt Enemy tanks are vulnerable. 1943, Herausgeber US-Generalstab, 2 Abb. mit NbFz, gezeichnet von Noel Sickles
- Modell des Panzers Nr. 1 der US-Firma Framburg Models & Dale Model Company in Metallguss, Maßstab 1:36 für die Panzererkennung der US-Armee. Hergestellt Mitte 1940. Aufschrift: „Germ.Hvy.Tank Pz.KW-6“.
- Zeichnung des Kriegsberichters einer Propagandakompanie Erich Cleffs von 1941 (mit einem NbFz und zwei Pz II), verwendet in: AFV News, March 1971, Vol. 6 No. 2 der A Bi-Monthly Publication of the AFV Association.
- Karte der Flakstellungen Ahlbeck, Heringsdorf, Swinemünde 1945

#### Sowjetische Fundstellen
- Russisch-deutsches Militärwörterbuch 1941, Herausgeber: Sowjetischer Generalstab, Foto von Nr. 2
- Buch zur Panzererkennung, 1941, Herausgeber: Sowjetischer Generalstab, Foto von Nr. 8, 9 oder 10
- Broschüre zur Panzerbekämpfung, Herausgeber Rote Armee, Ausgabe vom 30. Juli 1942, Zeichnung und Fotomontage und Übersicht über deutsche Panzer inkl. französischer Beutepanzer in deutschen Diensten
- Panzererkennungsalbum, 1941, Herausgeber: Rote Armee, mit Dreiseitenansichten
- Propagandafilm Der Parteisekretär: Holzmodell von NbFz 1942
- Merkblatt zur Panzerbekämpfung mit Angabe der Abstände der einzelnen Waffen
- Faltblatt mit Panzerbüchse gegen NbFz von 1942
- Faltblatt 1942: Wie zerstört man faschistische Panzer. Zeichnung im Wintereinsatz
- Tass-Plakat mit Rittern 1242 und Kavallerie (links unten NbFz) von 1942
- Tass-Plakat Nr. 525 von September 1942: Neubaufahrzeuge werden von sowjetischen Bomben angegriffen
- Tass-Plakat Nr. 537 mit Soldaten bei Panzerbekämpfung – NbFz (mit etwas zu langem Rohr)
- Merkblatt Für unsere Panzersoldaten zur Bekämpfung der feindlichen Panzer vom 25. Juli 1942, Redakteur: Major A. F. Memelkin, Herausgeber: Verteidigungsabteilung des Volkskommissariats der UdSSR (drei Skizzen Nb.Fz.-Bekämpfung)
- Heft Bekämpfung der Panzer der Feinde. von 1941; Abb. 8: Ausschnitt Nr. 8 Oslo, Abb. 9: Seitenansicht Nr. 2 in Flecktarn, Abb. 10: Seiten und Frontansicht (Skizze)
- Wie erkenne ich die Panzer der Feinde. Autor: Major I. W. Schtrom, Kriegskommissariat der UdSSR, Redakteur: Oberstleutnant Bjalkowski; veröffentlicht am 13. Juli 1941, Abb. 6 (Nr. 8 entnommen aus Foto Oslo) und Nr. 7 (Nr. 2 Seitenansicht in Tarnfarbe), auf S. 12 taktisch technische Angaben
- Briefmarke mit Nennwert 20 Kopeken von 1942: Russische Pak schießt auf zwei Neubaufahrzeuge.
- Briefmarke mit Nennwert 60 Kopeken von 1943: Fünf NbFz im Winter im Angriff gegen russische 28-mm-Panzerbüchsen (soll Panfilow-Verteidigung von Moskau zeigen – ist aber tatsächlich reine Propaganda; wurde 1963 durch eine neue Briefmarke mit zwei Panzern (soll evtl. PzIV darstellen) richtiggestellt).